# Stolnica svetega Nikolaja, Murska Sobota
Stolnica svetega Nikolaja v Murski Soboti je stolna cerkev rimskokatoliške Škofije Murska Sobota in obenem župnijska cerkev Župnije Murska Sobota. 
Na kraju, kjer je soboška katoliška cerkev, posvečena svetemu Nikolaju (Miklavžu), naj bi stal v 2. in 3. stoletju rimski poganski tempelj in okrog njega naj bi bilo pokopališče. Majhna vzpetina, na kateri je zgrajena cerkev, je po mnenju mnogih najlepši in najvišji prostor v Murski Soboti. Slovenci, ki so se naselili na tleh današnje Sobote, so sprejeli krščansko vero od Bavarcev. Leta 796 je bilo v Pipinovem taboru nekje ob Donavi veliko posvetovanje, kako bi slovensko in bavarsko ljudstvo v Panoniji pridobili za krščansko vero. Karel Veliki je namreč trikrat zaporedoma premagal divje Avare in zato se je odprlo misijonsko polje. Leta 798 se je solnograški škof Arno napotil med Slovence v Panonijo, kjer je poučeval Ijudstvo, posvečal cerkve in nastavljal duhovnike.

## Prve cerkve
Prve cerkve so bile male, lesene in brez zvonika. Prvotno cerkev naj bi uničili Madžari, ki so ob svojem prihodu v Panonsko nižino uničili večino cerkva, ki so bile zgrajene v Panoniji za časa salzburških škofov ter sv. bratov Cirila in Metoda. V listini »Spreobrnjenje Bavarcev in Karantancev« so omenjeni kraji, kjer so bile 859. leta posvečene cerkve: Dudleipin (Radgona), Uissnitz (Sobota), Businiza (nekdanja vas pri Rakičanu), Lindolveschirichum (Lendava). 

## Pod Madžari
Ko so Madžari okrog leta 1000 sprejeli krščansko vero, so začeli graditi cerkve. Cerkev v Soboti je bila sezidana 1071. leta iz materiala poganskega templja. Leta 1910 so porušili gotsko cerkev sv. Nikolaja, zgrajeno okoli leta 1350. Od leta 1094 do 1777 je spadala Sobota pod madžarsko škofijo v Győru, od leta 1777 do 1964. leta pa pod sombotelsko.  
V srednjem veku je bila Sobota regionalno cerkveno središče. Madžarska škofija s sedežem v Gyoru je imela na jugu svoj posebni arhidiakonat, katerega sedež je bil leta 1331 v Soboti. Arhidiakon (škofov namestnik) je prebival v Soboti takrat, ko se naselje imenuje kot mesto (civitas), to je 1365. leta. Soboška cerkev se omenja tudi v rimskih vatikanskih arhivih.  
V letih od 1605 do 1672 so soboško katoliško cerkev upravljali evangeličani.

## Gradnja nove cerkve
Z velikimi mukami so leta 1912 zgradili sedanjo soboško cerkev, s tem, da sta ostala prezbiterij in zvonik od prvotne cerkve. Načrte zanjo je naredil domači arhitekt Takcs. Grajena je v madžarskem neoromanskem slogu in je deloma iz železobetona. V visokem zvoniku so štirje zvonovi livarne J&H Bühl iz leta 1925 in zvon iz 1371. leta, ki je nekoč Sobočanom oznanjal turško nevarnost. Danes so zvonovi seveda elektrificirani  
Teže zvonov z    
1.Bühl Maribor - 1925 - 137cm - ~1400kg   
2. Bühl Maribor - 1925 - 108cm - 693kg 
3. Bühl Maribor - 1925 - 92cm - 440kg
4. Bühl Maribor - 1925 - 80cm - 290kg 
5. Neznan livar - 1571 - 74cm - ~200kg 
Prve orgle v sedanji soboški cerkvi so bile nameščene 1912. leta. Izdelal jih je mojster Otto Rieger iz Budimpešte. Bile so pnevmatske in jih je sestavljalo 25 registrov. 8. novembra 1992 pa so za soboško cerkev izdelali v sodelovanju z nemškimi mojstri te obrti in orglarskim mojstrom Antonom Škrablom iz Brestovca nove orgle. So mehanske in tudi drugače zasnovane kot prejšnje. Sestavljene so iz 37 registrov in so med večjimi v Sloveniji. Omogočajo izvedbo vseh skladb iz tovrstne glasbene literature.  
Kraji župnije Murska Sobota so: Murska Sobota, Krog, Satahovci, Murski Črnci, Rakičan, Lukačevci, Černelavci, Veščica, Borejci in Polana. Verski obredi so tudi v krajih, kjer imajo kapelice. Duhovnik pa mašuje mesečno enkrat tudi v domu oskrbovancev v Rakičanu. Ima pa tudi prost vstop v bolnišnico. 
Verouk imajo v župnijskem domu ter v kapelah v Rakičanu in Krogu in že tretje leto tudi v vrtcu na Pušči za romske otroke.  
Po načrtih arhitekta Šmidlehnerja so 1984. leta dogradili in blagoslovili župnijski dom, v njem (kletni prostori, pritličje in podstreha) je več namenskih prostorov - na primer dvorana za okrog 200 Ijudi. Imajo tudi župnijsko knjižico s 4.000 naslovi.

## Arhitektura
Cerkev, omenjena 1071, je bila zgrajena v letih 1910–12 na mestu cerkve, od katere sta ostala prezbiterij iz 3. četrtine 14. stol. s poslikavo in vzhodni zvonik. Avtor Laszlo Takacz. Zgrajena v nacionalno romantičnem slogu s secesijskimi elementi.
Cerkev stoji ob robu mestnega jedra, nedaleč od železniške postaje.

## Župniki in kaplani

### Župniki
- Matija Slavic (1682–1702)
- Janoš Lutter (1702–1733)
- Janoš Lepešič (1733–1740)
- Štefan Maritš (1740–1743)
- Jožef Banšič (1743–1753)
- Miklós Borbély (1753–1773)
- Jurij Baltazar pl. Raffay (1768–1773) – * Kövesvölgy (Prosečka vas) okrog 1726; † Murska Sobota 19. januar 1789.
- Imre Hanšek (1789–1826) dekan Slovenske okrogline
- Franc Hül (1826–1880) – * Tišina, 28. avgust 1800; † Murska Sobota 28. oktober 1880. Franc Jožef imenoval je za priora leta 1872.
- Franc Gašpar (1872–1877) – * Slovenska ves, 17. januar 1843; † Murska Sobota, 15. januar 1906.
- Janoš Slepec (kapelan 1897–1906, zatem župnik 1906–1936)
- Jožef Vojkovič (1936–1946, zatem 1954–1964)
- Jožef Gutman (1946–1954)
- Ivan Jerič (najprej kapelan 1945–1946, zatem župnik 1964–1965)
- Jožef Smej (najprej kaplan 1948–1965, zatem župnik 1965–1969)
- Martin Poredoš (najprej kaplan 1965–1969, zatem župnik 1969–1981)
- Štefan Recek (najprej kapelan 1969–1973, zatem župnik 1981–1984)
- Franc Režonja (1984–1995)
- Martin Horvat (1995–2008)
- Ivan Krajnc (2008–)
- Goran Kuhar (2011-)

### Kaplani
- Adam Ivanoci (1782–1784)
- Jožef Košič (1815)
- Peter Kolar (1886–1888)
- Jožef Kranc (1918–1922) – * Čajta, Gradiščanska 10. maja leta 1889. Župnikoval od leta 1922 na Tišini.
- Vincenc Kos (1922–1923) – * Prisika, pri Kőszeg 22. januarja leta 1893; Deloval od leta 1933 na Gornjem Seniku.
- Jožef Hauko (1924–1926) * Rankovci, 7. februarja leta 1890; Župnikoval od leta 1931 v Bogojini)
- Ivan Jerič (1926–1929)
- Franc Kolenc (1929–1932)
- Matija Rous (1940–1941)
- Dr. Vince Molnár (1941–1942)
- Ernő Németh (1942–1945)
- Ludvik Varga (1945–1947)
- Avguštin Sraka (1947–1948)
- Stanko Kolbl (1973–1974)
- Marijan Peršak (1973–1974)
- Alojz Antolin (najprej 1974–1975, zatem 1984–1985)
- Avguštin Lah (1975–1978)
- Avguštin Raščan (1976–1977)
- Avguštin Kociper (1977)
- Franz Hozjan (1978–1982)
- Janez Nerad (1978–1982)
- Ignac Magdič (1982–1984)
- Srečko Reher (1982–1984)
- Jože Vinkovič (1984–1988)
- Jože Pasičnjak (1987–1992)
- Fredi Mlinarič (1992–1994)
- Andrej Lampret (1994–1995)
- Alojz Benkovič (1995–1999)
- Davorin Vreča (1999–2002)
- Robert Brest (2002–2007)
- Boris Tibaut (2007–)